# Роповићи (Ново Горажде)
Роповићи су насељено мјесто у општини Ново Горажде, Република Српска, БиХ. Према попису становништва из 2013. насеље више нема становника.

## Историја
Прије рата, насеље се у потпуности налазило у саставу предратне општине Горажде. Послије потписивања Дејтонског споразума, дио његове територије улази у састав Републике Српске.

## Становништво
Према званичним пописима, Роповићи су имали сљедећи етнички састав становништва:
| Националност | 1991.       | 1981.       | 1971.       |
| Срби         | 18 (100,0%) | 43 (100,0%) | 67 (98,53%) |
| Југословени  | 0           | 0           | 1 (1,471%)  |
| Укупно       | 18          | 43          | 68          |

| Демографија | Демографија | Демографија |
| Година      | Становника  | Становника  |
| ----------- | ----------- | ----------- |
| 1971.       | 68          |             |
| 1981.       | 43          |             |
| 1991.       | 18          |             |
| 2013.       | 0           |             |